# ヤバスタ
『ヤバスタ』は、2014年3月26日に発売された、アスタラビスタの1枚目のスタジオ・アルバム。発売元はアソビミュージック。

## 概要
2013年に配信されたシングル3曲を含む全13曲を収録した、アスタラビスタの初のフルアルバム。テーマは「南国フレーバー」。トラックメイカーにSONPUB、ヨースケ@HOMEらが参加。タイトルはスペイン語で「お腹いっぱい」の意。

## 収録曲
Lyrics & Music：アスタラビスタ
1. seis amigos
Sound Producer：DJ ISO
2. シンコパティーン
Sound Producer：MASSATTACK
2013年4月3日配信のシングル。
タイトルはスペイン語で5を意味するシンコ（cinco）と「パターン」のアレンジを組み合わせ「5パターン」の意[3]。
詞にBoAの楽曲のパロディ[3]、KICK THE CAN CREWの楽曲のセルフパロディが含まれる。
3. 13日の金曜日
Sound Producer：SONPUB
アルバムのリードトラック。2014年3月5日に先行配信。MVも制作された。
詞はSONPUBとのミーティングが13日の金曜日だったことから、都市伝説をテーマに作られた[4]。
4. エルニーニョ
Sound Producer：DJ ISO
5. Shave of My Heart
Sound Producer：MASSATTACK
髭を剃った時の喪失感が失恋になぞらえて歌われている[3]。
6. ヤバスタ
Sound Producer：ヨースケ@HOME
スキット。
7. HEY!神
Sound Producer：NON
ブリッジに、メソッド・マンの「Bring the Pain」をインスピレーションに山崎弘也のネタと貞子の要素を取り入れたフレーズが使用されている[4]。
8. 北谷グラフィティ (amigo edit)
Sound Producer : DJ ISO
2013年6月5日配信のシングル。「チャティーングラフィティ」と読む[3]。
沖縄県の北谷町を訪れた際の思い出が綴られており、タイトルはメンバー内で「パターン」を「パティーン」と呼んでいたことに倣ったもの[5]。
詞にザ・ドリフターズの楽曲[3]、H Jungle with tの楽曲のパロディが含まれる。
9. 嫁ぎーニョ
Sound Producer：ヨースケ@HOME, DJ ISO
加山雄三の「お嫁においで」のような曲を目指して作られたもので、タイトルはメンバーが「トツギーノ」を噛んだことから[3]。
10. ドスタ
Sound Producer：ヨースケ@HOME
スキット。
11. 東京の奥さん (アスタラremix)
Sound Producer：DJ ISO
12. el requiem
Sound Producer：People People (DJ KiMJUN & iMAIZUMi)
13. カルテル (amigo edit)
Sound Producer：DJ ISO
2013年4月3日配信のシングル。MVも制作された。